# Dubno (rejon kowelski)
Dubno (ukr. Дубно) – nieistniejące sioło potem uroczysko na Ukrainie w rejonie kowelskim obwodu wołyńskiego.

## Opis
Wieś położona w okolicy Wołoszek. Własność Dymitra Hipolita Jabłonowskiego.